# Граніт Петрусь
Петрусь Граніт, біл. Пятрусь Граніт (справжнє ім'я Іван Івашевич, біл. Іван Івашэвіч; *24 січня 1909, село Зачепичі, Дятловський район, Гродненська область — †14 січня 1980) — білоруський поет.

## Біографія
Народився в селянській сім'ї. В 1927–1939 роках працював брукарем, в 1930 році вступив до КПЗБ. Брав участь у нелегальному з'їзді білоруських письменників у Вільнюсі в 1933 році. За революційну діяльність був заарештований польською владою. Після об'єднання Західної Білорусі з БРСР працював головою Білицької сільради (1939–1941). Під час Другої світової війни був звязковим партизанської бригади «Боротьба» на гроднинщині, виступав у партизанському друці з віршами. Після війни закінчим заочно Новогрудське педагогічне училище (1950), працював викладачем, директором початкової школи у Зачепичах (1945–1971).

## Творчість
Вперше у друці з'явився у 1933 році з віршами у «Білоруській газеті». Перша книга поезії «Над хвилями Немана» була підготована до друку у 1939 році, але не вийшла у друк через війну. Автор збірки поезії для дітей «Стежинка» (1978), низки віршів опубліковані у збірках «Стяги та факели» (1965), «Роздоріжжя волі» (1990).